# Vilar (Tállara)
Vilar es una aldea española del municipio de Lousame, La Coruña, Galicia. Pertenece a la parroquia de Tállara. Está situada en el suroeste del municipio a 65 metros de altura y 6 kilómetros de la capital municipal. Por Vilar pasa la carretera AC-1104 que conecta Noya con Ponte Beluso, en Boiro. Las localidades más cercanas son Ponte de San Francisco y Merelle.

## Topónimo
Vilar procede del latín villaris, que hace referencia a una pequeña aldea o pueblo rural. No existen datos del origen de la localidad por lo que no se puede probar que en algún momento haya recibido la denominación en latín, puesto que es un topónimo muy generalizado en Galicia y pudo ser poblada mucho después.
Dentro de la propia localidad encontramos otros topónimos como: A Fonte do Rego, O Lavadoiro de Vilar, A Horta do Rego, A Viña do Outeiro, As Pozas, As Fontes, As Concostriñas, As Castiñeiras, Os Nabaliños, A Nespereira, O Currucho, Porsanchez, A Sineira, O Camiño do Muiño, O Salleiro, Os Pombales, A Mouquela, As Leiras Grandes, Campanle, O Palomar, entre otros.

## Demografía
En 2020, tenía una población de 76 habitantes (39 hombres y 37 mujeres), lo que supone un 8,29% de la población de la parroquia y un 2,33% del total municipal. En ese año, era la novena localidad más poblada del municipio, y la tercera de la parroquia. Desde el año 2000 ha incrementado su población en un 15,15%.
| Gráfica de evolución demográfica de Vilar entre 1991 y 2021 |
|                                                             |
| Población de derecho según el padrón municipal del INE      |

## Urbanismo
Tiene una extensión delimitada de 48.196m² (metros cuadrados). La aldea consta de 30 viviendas unifamiliares sin tener en cuenta otras construcciones de carácter secundario o complementario. No hay ninguna nave de carácter agrícola ni de carácter industrial o comercial. Según el INE, es una entidad singular de población conformada por un núcleo de población.

## Galería de imágenes

Imágenes de Vilar
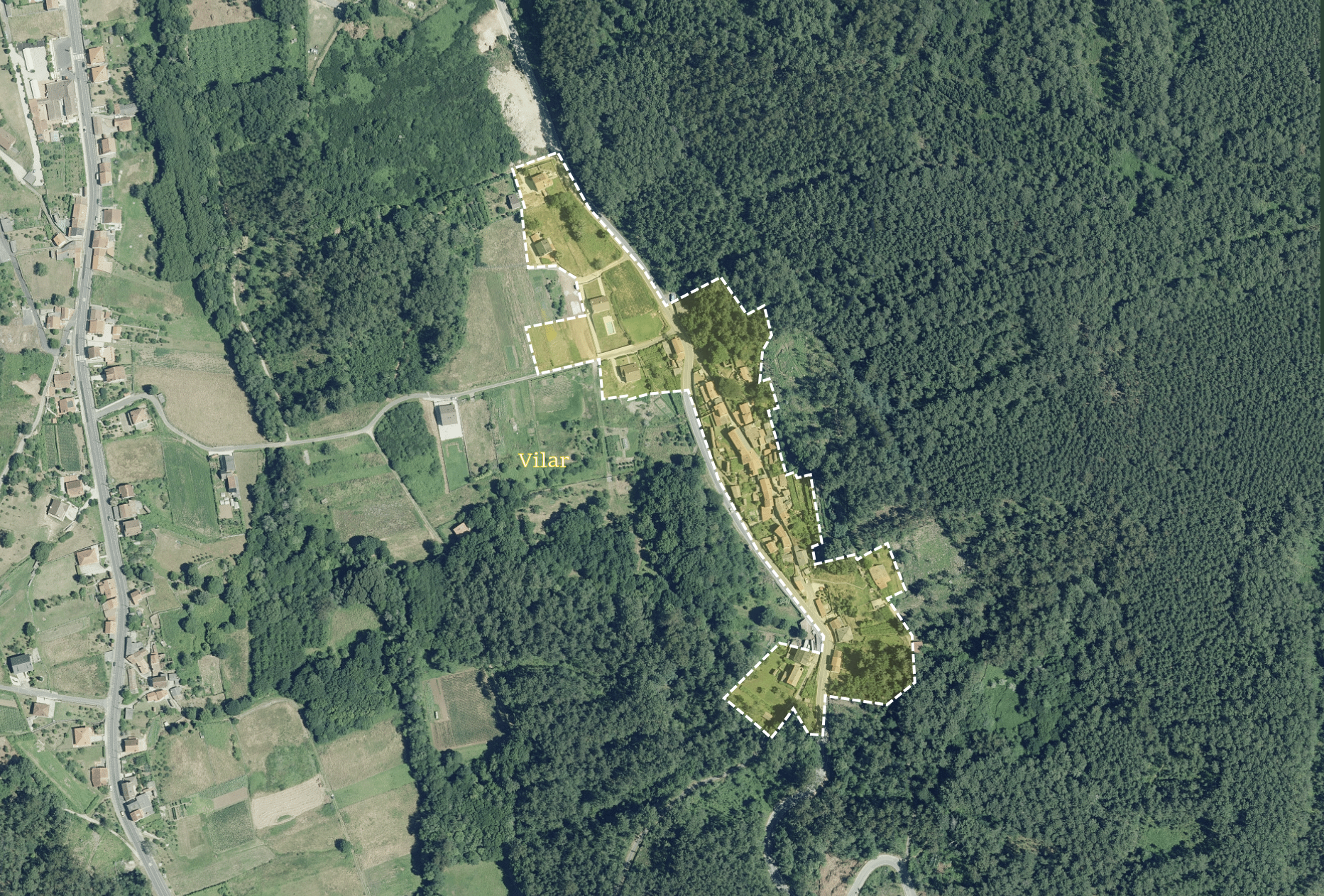
Imagen por Satélite de Vilar en el año 2020 con sus límites
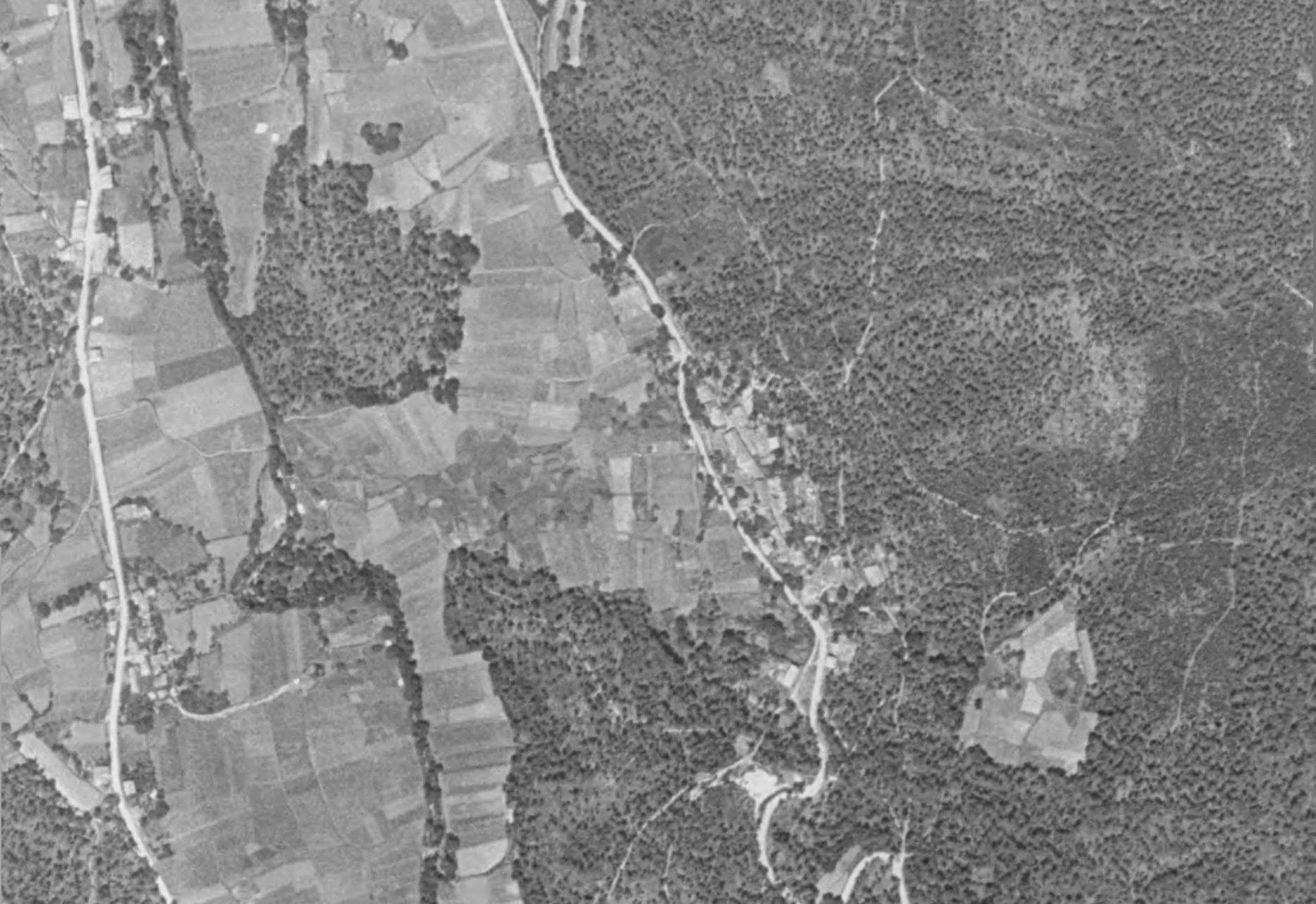
Imagen de Vilar tomada por un vuelo americano en el año 1955